# Пашенный
Пашенный — посёлок в Братском районе Иркутской области России. Входит в состав Зябинского сельского поселения. Находится севернее Братского водохранилища, примерно в 26 км к северо-востоку от районного центра, города Братска, на высоте 531 метра над уровнем моря.
В посёлке расположена одноимённая станция Восточно-Сибирской железной дороги.

## Население
По данным Всероссийской переписи, в 2010 году численность населения посёлка составляла 19 человек (11 мужчин и 8 женщин).

## Улицы
Уличная сеть посёлка состоит из 1 улицы.